# Thuận Yên
Thuận Yên là một xã thuộc thành phố Hà Tiên, tỉnh Kiên Giang, Việt Nam.

## Địa lý

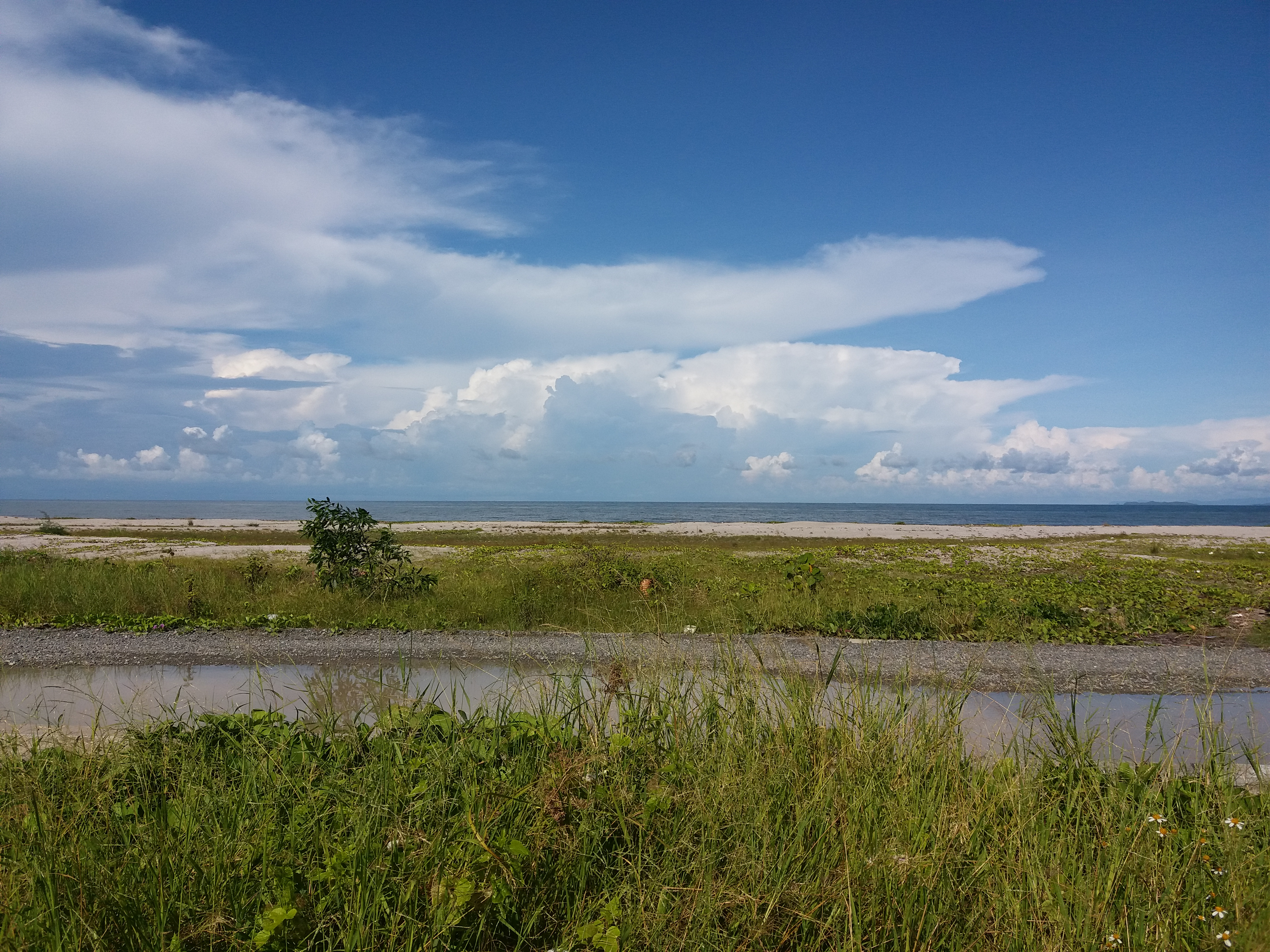
Bãi biển xã Thuận Yên.

Xã Thuận Yên nằm ở phía nam thành phố Hà Tiên, có vị trí địa lý:
- Phía đông giáp huyện Giang Thành
- Phía tây giáp vịnh Thái Lan
- Phía bắc giáp phường Đông Hồ và phường Tô Châu
- Phía nam giáp huyện Kiên Lương.

Xã Thuận Yên có diện tích 30,19 km², dân số năm 2020 là 6.836 người, mật độ dân số đạt 226 người/km².

## Lịch sử
Ngày 8 tháng 7 năm 1998, Chính phủ ban hành Nghị định 47/1998/NĐ-CP về việc:
- Chuyển xã Thuận Yên về thị xã Hà Tiên mới thành lập
- Điều chỉnh một phần diện tích và dân số của xã Thuận Yên để thành lập các phường thuộc thị xã Hà Tiên
- Chuyển 2.732 ha diện tích tự nhiên và 3.302 nhân khẩu về xã Phú Mỹ quản lý.

Sau khi điều chỉnh địa giới hành chính, xã Thuận Yên có 3.042 ha diện tích tự nhiên và 5.346 nhân khẩu.
Ngày 11 tháng 9 năm 2018, Ủy ban Thường vụ Quốc hội ban hành Nghị quyết 573/NQ-UBTVQH14 về việc thành lập thành phố Hà Tiên thuộc tỉnh Kiên Giang và xã Thuận Yên trực thuộc thành phố Hà Tiên.

## Kinh tế
Xã Thuận Yên có thu nhập bình quân đầu người trên 33.000.000 đồng/năm, tỷ lệ hộ nghèo là 3,6%. Hiện xã có hơn 100 ha nuôi tôm công nghiệp với sản lượng hơn 561 tấn.
Xã Thuận Yên đã được công nhận đạt chuẩn nông thôn mới.